# Біфуркаційна теорема Гопфа
Інші назви — теорема Гопфа, теорема Пуанкаре-Андронова-Гопфа.
Теорема про умову виникнення біфуркації Гопфа.
Теорема встановлена австрійським математиком Ебергардом Гопфом у 1942.
Розглянемо n-вимірну автономну систему диференціальних рівнянь
{\displaystyle {\dot {x}}=F(x,\mu )}, (1)
що залежить від дійсного параметра {\displaystyle \mu }. Ми припускаємо, що (1) допускає аналітичне сімейство {\displaystyle x=x(\mu )} станів рівноваги, тобто {\displaystyle F(x(\mu ),\mu )=0}. Без обмеження загальності можна вважати, що цим сімейством є {\displaystyle x\equiv 0}, тобто {\displaystyle F(0,\mu )=0}. Припустимо, що при деякому {\displaystyle \mu }, наприклад при {\displaystyle \mu =0}, матриця {\displaystyle F_{x}(0,\mu )} має два чисто уявних власних значення {\displaystyle \pm i\beta } і не існує інших власних значень {\displaystyle F_{x}(0,0)}, що цілочисельно кратні {\displaystyle i\beta }. Хай {\displaystyle \alpha (\mu )+i\beta (\mu )} є продовженням по параметру власного значення {\displaystyle i\beta }. Припустимо, що {\displaystyle \alpha '(0)\neq 0}.
Теорема Гопфа. При сформульованих умовах існують неперервні функції {\displaystyle \mu =\mu (\epsilon )} і {\displaystyle T=T(\epsilon )}, що залежать від параметра {\displaystyle \epsilon }, {\displaystyle \mu (0)=0}, {\displaystyle T(0)=2\pi \beta ^{-1}} і такі, що у рівняння (1) існують періодичні розв'язки {\displaystyle x(t,\epsilon )} періоду {\displaystyle T(\epsilon )}, що влипають у початок координат при {\displaystyle \epsilon \to 0}.